# Aegomorphus peninsularis
Aegomorphus peninsularis es una especie de escarabajo longicornio del género Aegomorphus, tribu Acanthoderini, subfamilia Lamiinae. Fue descrita científicamente por Horn en 1880.

## Descripción
Mide 10-18 milímetros de longitud.

## Distribución
Se distribuye por México y Estados Unidos.